# Bruce Lee Rothschild
Bruce Lee Rothschild (* 26. August 1941 in Los Angeles, Kalifornien) ist ein US-amerikanischer Mathematiker, der sich mit Kombinatorik befasst.
Rothschild studierte am Caltech mit dem Bachelor-Abschluss 1963 und wurde 1967 bei Øystein Ore an der Yale University promoviert (A generalization of Ramsey´s theorem and a conjecture of Rota). Von 1967 bis 1969 war er Instructor am Massachusetts Institute of Technology und von 1968 bis 1971 Berater der Bell Laboratories. Ab 1971 war er Assistant Professor, ab 1973 Associate Professor und ab 1977 Professor an der University of California, Los Angeles.
Er befasste sich insbesondere mit der Ramseytheorie und veröffentlichte mehrere Arbeiten mit Paul Erdős und Ronald Graham, unter anderem den Satz von Graham-Rothschild (Graham Rothschild Parameter Sets Theorem), einem grundlegenden Satz der Ramseytheorie. Aus ihm folgen der Satz von Ramsey (er kann als Analogon dieses Satzes für Parameter-Mengen betrachtet werden) und der Satz von Hales-Jewett.
1971 gehörte er zu den ersten Empfängern des George-Pólya-Preises. Er ist Fellow der American Association for the Advancement of Science und der American Mathematical Society. Von 1973 bis 1975 war er Sloan Research Fellow.
Rothschild war ab 1970 Herausgeber des Journal of Combinatorial Theory.

## Schriften
- mit Ronald Graham, Joel H. Spencer Ramsey Theory, Wiley, 2. Auflage 1990